# Formiguer de màscara blanca
El formiguer de màscara blanca (Pithys castaneus) és una espècie d'ocell de la família dels tamnofílids (Thamnophilidae).

## Hàbitat i distribució
Viu a la selva pluvial del nord de Perú.